# Асклепион
Асклепион (на старогръцки: Ἀσκληπιεῖον; на латински: Aesculapium) се нарича храм-светилище, посветен на древногръцкия бог на медицината Асклепий (Ескулап – в Рим).
Обикновено асклепионите се строят край извори, смятани за лечебни. Самото светилище се състои от храм („жилище на божеството“); обикаляща го галерия, която е място за молитви, и извор или басейн за измиване и/или очищение на болния (пациента).
Най-голям (и общогръцки) е асклепионът в Епидавър; впоследствие там се развива и научната медицина. Друг известен подобен комплекс се намира на остров Кос. Такова светилище има и на един от островите на река Тибър, (по поречието на която е построен Рим), след проникването на култа към бога-лечител в Древен Рим.
Асклепиони са строени и в земите на Древна Тракия (смята се, че култът към Асклепий прониква в тях през римската епоха). Най-значителните техни останки, в днешните български земи, са открити в/при Кюстендил (Пауталийски асклепион), Златна Панега, Баткун и Перник. Храмове на Асклепий са съществували и в древен Одесос (сега – Варна), Германея (дн. Сапарева баня) и други места.